# 軟骨魚綱
軟骨魚綱（なんこつぎょこう、Chondrichthyes）とは、サメ、エイ、ギンザメの仲間を含む、顎口上綱の下位分類群。軟骨魚類とも呼ばれる。名称の由来は、全身の骨格が軟骨で構成されていることによる。

## 概要
世界中の海洋に広く分布し、一部淡水域にも生息する。また、海水域と淡水域を自由に行き来できる種も存在する。深海種も多く、ギンザメ類はそのほとんどが深海に生息する。サメ、エイ、ギンザメでは各々体の形や大きさは異なり、一様でない。魚類中最大のジンベエザメもこの中に含まれる。脊椎動物の中でも比較的原始的な分類群であり、最古の化石記録は古生代シルル紀後期の地層から見つかった鱗の破片で、約4億年前の古生代デボン紀には大規模な多様化を遂げたとされている。
従来は、魚類はもともと軟骨を持っており、後に骨が進化したが、サメやエイなどの軟骨魚は骨を進化させないまま現在に至ると説明されたこともあった。しかし、顎を持つ生き物全ての祖先に当たる生き物は骨を持っており、軟骨魚類は骨を二次的に失って主に軟骨で構成される骨格系を持つようになった動物である。化石の研究によりその進化過程も分かってきている。

## 形態・生態

### 軟骨
軟骨魚類は硬骨魚類のような骨ではなく、軟骨で全身の骨格を形成する。脊椎動物の頭蓋骨の表面の骨は、顎口類で進化した皮骨に進化的に由来する。エドウィン・ハリス・コルバートは、硬骨魚の骨の方がより原始的な特徴とし、デイビッド・アッテンボローもこの説を支持している。もちろんこれは骨格組織の話であり、それ以外の部分について軟骨魚類が硬骨魚類よりも原始的な特徴を持つ事とは無関係である。
歯は系統発生上も個体発生上も上皮組織由来だが、通常の骨より硬く緻密である。また、直接歯を支える顎骨も骨の場合が多いが、歯ほど緻密ではない。
そのため、サメ類の化石はほとんど歯しか見つからない。軟骨は長い時間の中で分解されてしまうからである。そこから、サメの歯の化石がサメの物と思われず日本では「天狗の爪」などと呼ばれる俗信が生まれた。

### 噴水孔
軟骨魚類には眼の後方に噴水孔・呼吸孔と呼ばれる左右一対の孔がある。脊椎動物の顎が鰓弓の変化によってできた時、前方の鰓孔から鰓がなくなった後の痕跡である。通常、遊泳型のサメでは単なる孔であるが、底棲のサメや特にエイでは呼吸のための水の取り入れ口となっており、口から海底の砂を吸い込むことなく呼吸ができる。顎の形成前の鰓孔起源であり、原始的な特徴と考えられ、現生の硬骨魚類では、チョウザメを除いて消失している。ギンザメでは胚の段階で見られるが孵化までにふさがる。耳小骨参照。

### ロレンチニ瓶
上顎から吻の先端にかけての体表に存在し、小さな穴が多数開いたように見える器官。これは電気受容器であり、生物の筋肉から発生する微弱な電流を感知し、獲物の位置を知るのに役立っている。ただし水中では電気の減衰が速いため、感応距離は数十センチメートル程度であり、獲物がごく近くにいるときにしか感知できない。主に砂の中に隠れている生物を探るときや、獲物に攻撃を加える瞬間などに使用されているものと思われる。発見者の名前に因んで命名されたもので、ロレンチニ氏器官とも呼ばれる。

### 浸透圧調節
軟骨魚類は、体内に尿素やトリメチルアミンオキサイドを蓄積することによって、体内の浸透圧を海水とほぼ等しくしている。硬骨魚類やその他の脊椎動物の体内の浸透圧は海水の3分の1前後であり、それよりもかなり高い値になっている。
尿素は体内に多量に保持しておくとタンパク質の構造を変性させ、その働きを阻害するので、一般に生物にとってよくない物質である。しかしトリメチルアミンオキサイドと共存することでその効果が弱められる。尿素とトリメチルアミンオキサイドの存在比が2:1になるのが望ましいとされている。
死後時間が経過したサメやエイの体からは、強烈なアンモニア臭がする。これは、空気中にいる微生物の働きによって、尿素がアンモニアに分解されたためである。
海産種では体内の過剰な塩類を排泄するため、直腸腺という器官を直腸の近くに備えている。直腸腺を構成する細胞は、多くの魚類の鰓に存在する塩類細胞と形態的に類似している。

### 浮力調節
軟骨魚類は鰾（浮き袋）を持たず、肝臓に水より比重の軽い油（肝油）を蓄積することで浮力を調節する。このため、とくに外洋性の種では肝臓が大きく、たとえばヨシキリザメでは体重のおよそ5分の1を占める。油の成分は主にスクアレン（スクアラン）である。

### 腸
腸内は、螺旋弁と呼ばれる襞を持ち、表面積を増やすことで、他の生物より短く太い腸でも栄養を吸収できるようにしている。サメやエイには、肛門（総排出腔）から腸の一部を出して、腸洗いと呼ばれる腸の残りかすや寄生虫などを洗い流す行動が見られる。

## 分類
ギンザメ類を含む全頭亜綱 Holocephali と、サメ・エイ類を含む板鰓亜綱 Elasmobranchii に大きく分けられる。現生種を含む分類群は太字で示した。

### 全頭亜綱
- Superorder Paraselachimorpha
  - オロドゥス目 Orodontiformes （化石種）
  - ペタロドゥス目 Petalodontiformes （化石種）
  - ヘロドゥス目 Helodontiformes （化石種）
  - イニオプテリックス目 Iniopterygiformes （化石種）
  - Order Debeeriiformes （化石種）
  - エウゲネオドゥス目 Eugeneodontiformes （化石種）
- Superorder Holocephalimorpha
  - Order Psammodontiformes （化石種）
  - Order Copodontiformes （化石種）
  - Order Squalorajiformes （化石種）
  - コンドレンケリス目 Chondrencheryiformes （化石種）
  - メナスピス目 Menaspiformes （化石種）
  - コクリオドゥス目 Cochliodontiformes （化石種）
  - ギンザメ目 Chimaeriformes

### 板鰓亜綱
- Infraclass Cladoselachimorpha
  - クラドセラケ目 Cladoselachiformes （化石種） →クラドセラケ（クラドセラキー）
- Infraclass Xenacanthimorpha
  - クセナカンサス目 Xenacanthiformes （化石種）
- Infraclass Euselachii
  - クテナカンサス目 Ctenacanthiformes （化石種）
  - Division Hybodonta
    - ヒボドゥス目 Hybodontiformes （化石種）

  - Division Neoselachii
    - サメ亜区 Selachii →サメ
      - ネズミザメ上目 Galeomorphii
        - ネコザメ目 Heterodontiformes
        - テンジクザメ目 Orectolobiformes
        - ネズミザメ目 Lamniformes
        - メジロザメ目 Carcharhiniformes

      - ツノザメ上目 Squalomorphii
        - Order Synechodontiformes （化石種）
        - カグラザメ目 Hexanchiformes
        - キクザメ目 Echinorhiniformes [9]
        - ツノザメ目 Squaliformes
        - カスザメ目 Squatiniformes
        - ノコギリザメ目 Pristiophoriformes

    - エイ亜区 Batoidea →エイ
      - シビレエイ目 Torpediniformes
      - ノコギリエイ目 Rhinopristiformes
      - ガンギエイ目 Rajiformes
      - トビエイ目 Myliobatiformes

## 化石

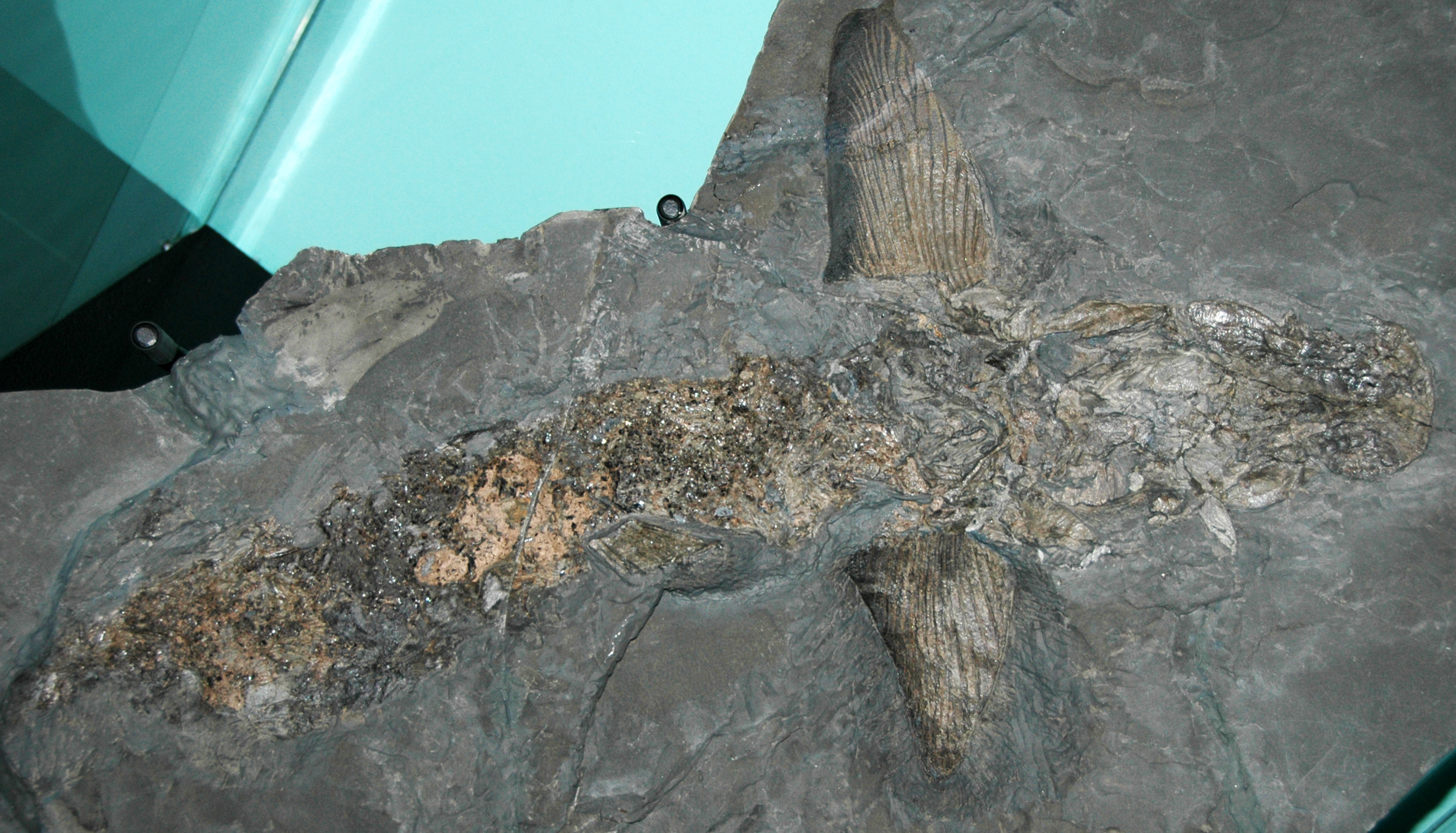
デボン紀後期の化石クラドセラケ

軟骨は化石化しにくく、ほとんどが歯化石で、骨格化石は少ない傾向がある。最古級の化石として、シルル紀のサメの肌とみられる化石や、デボン紀中期の識別可能な化石がある。